# XII. Antiokhosz szeleukida uralkodó
XII. Antiokhosz Dionüszosz (Aντιóχoς Διόνυσος, ? – Kr. e. 84) ókori hellenisztikus király, a Szeleukida Birodalom uralkodója (Kr. e. 87-től haláláig), VIII. Antiokhosz Grüposz gyermeke volt. Pénzérméin a Kallinikosz (Szépen győző) és a Philopatór (Apaszerető) melléknév is felbukkan.
VIII. Antiokhosz legkisebb, ötödik fia volt. Azután lépett fel trónkövetelőként fivére, I. Philipposz Philadelphosz ellen, hogy kisebbik bátyját, III. Démétriosz Eukairoszt a pártusok fogságba ejtették. Damaszkusz környékén birtokolt területeket. Uralkodása alatt palesztinai betöréseket hajtott végre, majd az arab nabateusokra támadt, végül Aretasz királyuk ellen harcolva veszett oda.